# Domitius Domitianus
Lucius Domitius Domitianus (juillet 296-mars 297) est un usurpateur romain.
En juillet 296, Domitius Domitianus se rebella en Égypte contre l'empereur Dioclétien et sa réforme fiscale.
Il prit le contrôle d'Alexandrie, puis toute l'Égypte se rebella à son tour. Domitianus se proclama empereur, il tenta de réintroduire l'ancien système monétaire. Dioclétien, ne pouvant supporter la perte de l'Égypte, se lança personnellement à la reconquête. Il finit par remporter la victoire en faisant le siège de la ville pendant de longs mois, fit exécuter Domitianus et ferma l'atelier de frappe pour le remplacer par un atelier impérial.